# 서울경제TV
서울경제TV(영어: Seoul Economic Network TV, SENTV)는 1960년 1월 1일까지 한국 최초 종합경제지로 창간된 서울경제신문이 2008년 10월 10일부터 개국한 경제뉴스채널이다. 케이블TV와 IPTV를 통해 방송하고 있다. 서울경제신문을 바탕으로 신문과 방송의 장점을 결합한 형태로 뉴스, 국내 및 국제증시와 부동산, 창업, 금융 프로그램 등 경제와 관한 다양한 정보를 제공한다는 취지에서 설립된 방송미디어다.

## 같이 보기
- 서울경제
- 매일경제TV
- SBS Biz
- MTN
- 토마토증권통
- 한국경제TV